# Hoàng Tá Thốn
Hoàng Tá Thốn (1254-1339) là một đại thần dưới triều đại nhà Trần, có nhiều công lớn trong cuộc kháng chiến chống Mông Nguyên lần thứ 3 của Đại Việt.

## Xuất thân
Sát Hải Đại Vương tên thật là Hoàng Tá Thốn, hiệu Tô Đại Liêu sinh năm 1254 tại làng Vạn Phần, huyện Diễn Châu. Mẹ người họ Trương ở thôn Lý Trai. Theo sự tích “Điềm ứng trâu vàng” cũng như gia phả họ Hoàng ở làng Vạn Tràng:
Một buổi sáng, bà Trương Thị Hoa ra sông gánh nước, bỗng thấy hai con trâu vàng từ dưới nước nhảy lên đánh nhau dữ dội và lao đến chỗ bà. Bà vội cầm đòn gánh để đánh đuổi, đôi trâu lại nhảy xuống nước rồi biến mất. Trước khi gánh nước về nhà, bà không quên làm động tác tẩy uế đòn gánh. Nhưng lạ thay, bà vừa khỏa đầu đòn gánh xuống sông thì bỗng nhiên nước nơi đó khô cạn, nhưng khi bà cất đòn gánh thì nước lại đầy như thường. Thấy lạ, bà đưa gần lại nhìn thì thấy đầu đòn gánh có dính lông trâu vàng. Bà liền gom vật lạ ấy vào dải yếm rồi gánh nước về nhà (cũng có nơi nói lông trâu rơi vào thùng nước, bà uống phải). Sau đó, bà cảm thấy trong người khác thường rồi có thai. Ngày mãn nguyệt khai hoa, ánh hào quang bỗng tỏa sáng khắp nhà, một đứa bé khôi ngô tuấn tú, gương mặt hồng hào ra đời, được đặt tên là Hoàng Tá Thốn.
Thuở nhỏ, Hoàng Tá Thốn có sức khỏe hơn người và sớm được đi học. Nhưng Hoàng Tá Thốn chỉ thích võ nghệ nên cha mẹ cũng chiều lòng và ở tuổi thanh niên đã nổi tiếng là người khỏe, võ nghệ cao cường. Đặc biệt, ông có tài bơi lội, lặn lâu dưới nước.

## Sự nghiệp
Khi Đại Việt bị quân Nguyên - Mông xâm lược, hưởng ứng lời kêu gọi của triều đình, Hoàng Tá Thốn rời quê hương sung vào đội bộ binh. Sau một thời gian, viên tướng chỉ huy thấy ông thông minh, lắm cơ mưu với tài bơi lội đặc biệt nên đã tiến cử lên Hưng Đạo Vương Trần Quốc Tuấn. Hưng Đạo Vương sung Hoàng Tá Thốn vào đội thủy binh thiện chiến của nhà Trần. Ở đây, ông và các chiến hữu được huấn luyện đầy đủ, nhất là kỹ, chiến thuật trong đội thợ lặn. Sau đó, ông lại được cho làm Nội thư gia, giúp việc binh thư cho Trần Hưng Đạo. Tương truyền rằng, ông đã cùng các chiến hữu với chiến thuật lặn xuống sông đục thuyền địch làm cho thủy binh của quân Nguyên vô cùng khốn đốn, đặc biệt là trong trận thủy chiến trên sông Bạch Đằng năm 1288.

Sáng ngày 9 tháng 4 năm 1288, khi đoàn thuyền của Ô Mã Nhi tiến vào sông Bạch Đằng, nhân lúc nước lớn, thủy quân nhà Trần tràn ra giao chiến rồi giả thua chạy dẫn địch vào sâu trong sông Bạch Đằng. Cùng với các cánh quân khác, đạo thủy binh của Hoàng Tá Thốn mai phục từ trước đổ ra xung trận và đã gây cho đối phương những thiệt hại to lớn, đặc biệt là đánh đắm hàng chục thuyền, trong đó có thuyền chủ tướng và góp công bắt sống Ô Mã Nhi. Trận Bạch Đằng kết thúc, quân nhà Trần đại thắng. Đoàn thuyền hơn 600 chiếc của quân Nguyên - Mông bị tiêu diệt hoàn toàn. Các tướng Ô Mã Nhi, Phàn Tiếp, Tích Lệ Cơ... bị bắt sống. Đại Việt còn thu được hơn 400 chiến thuyền. Trên đường khải hoàn, Hoàng Tá Thốn được vua Trần Nhân Tông gặp và có thơ khen ngợi:
Nhị đề điện mạnh tự đương niên
Hoàn trẫm công thành tín hiển nhiên
Phấn dụng tiên chinh tam điệp tấn
Chiêu hàng ngoại quốc đại
huân tuyền
Chỉ huy mao việc thanh liêu tá
Bảo chướng can thành điện sóc biên
Hoàn tập ban sư lưu lấm duyệt
Chu mao phê đạp mạc năng tuyên.
Để bái tạ hồng ân của đức vua, tướng quân đã làm thơ đáp lễ:
Hoàng uy chấn bạt suất sử niên
Song lạp nhân dân lại án nhiên
Sóc chuyết viêm phong quy tịnh chiếm
Xuân đài thọ vực hưởng an tuyền
Lượng dai cán vũ hồi ngoan chướng
Vạn lý cọng cần đạt viễn biên
Bố đức an dân thiên tử mạnh
Tiêu thần hà khắc xướng phiền tuyên
Tháng 2 năm Kỷ Sửu (1289), Hưng Đạo Vương Trần Quốc Tuấn trình nhà vua kế hoạch trao trả tù binh, tức là cho Ô Mã Nhi và đội quân Nguyên chiến bại về nước. Hoàng Tá Thốn lại được giao thực thi nhiệm vụ này. Ông nhận kế sách từ Hưng Đạo Vương là tạo sự cố trên đường đi để tiêu diệt tướng Ô Mã Nhi, trừ tận gốc hiểm họa về sau. Ông đã chọn một đội quân gồm nhiều người  tâm phúc giỏi bơi lội làm phu thuyền. Chiếc thuyền chở Ô Mã Nhi được đục thủng mấy lỗ rồi trám lại bằng những miếng gỗ được đóng đinh và gắn keo nhựa khá chắn . Đang đêm trên đường đi khi có thời cơ, ông cho người lặn xuống dùng đục nạy tháo các miếng gỗ ra, nước nhanh chóng tràn vào thuyền, không sao trám được. Tướng Mã Nhi chết chìm trong nước nhưng nhiều lính Nguyên khác được cứu thoát. Rồi chính lính được cứu sống này là nhân chứng làm cho Hốt Tất Liệt không thể không tin rằng Ô Mã Nhi bị chết do tai nạn đắm thuyền. Sau khi hoàn thành nhiệm vụ, vua ban tước Sát Hải Đại vương, tước Minh Tự cho ông và cấp đất cho lập trang trại. Hoàng Tá Thốn đã chọn Thiên Bồng, (làng Vạn Tràng, xã Long Thành, huyện Yên Thành, Nghệ An ngày nay).
Sau đó, Hoàng Tá Thốn lại được triều đình nhà Trần bổ làm tướng thống lĩnh các đạo thủy binh coi giữ 12 cửa biển. Thực hiện nhiệm vụ bảo vệ bờ biển, ông đã tổ chức các đồn trại ven biển thường xuyên tuần tra canh phòng và kịp thời tiêu diệt nhiều đám hải tặc. Những lần quân Chiêm Thành sang quấy rối hải phận Đại Việt, cướp bóc một số địa phương ven biển ở phía Nam, Hoàng Tá Thốn đã đem quân đánh dẹp. Kết thúc các cuộc chiến, ông được triều đình cho hưởng lộc 2 miền Thuận, Quảng.
Những năm cuối đời, do tuổi cao, Hoàng Tá Thốn được triệu về kinh để làm việc ở Nội gia thư. Một lần đi tuần thú đường biển từ Bắc vào Nam, đến Cửa Trào huyện Hoằng Hóa, Thanh Hóa, do tuổi già sức yếu, ông lâm bệnh rồi mất ngày mùng 1 tháng giêng năm 1339, hưởng thọ 85 tuổi.

## Nhận định
Vua Trần Hiến Tông đã đề thơ ca ngợi ông:
Thiên phù xã tắc tử công sinh
Tuấn dĩ khôi ngô trạc quyết linh
Hải quốc thùy tiên chung tú khí
Nhân gian thần tướng diễu thư tình
Đằng đương vạn lý sơn tàng hổ
Trầm phá thiên sưu hải chiếm kinh
Hà nộ tha niên đinh cáo lũy
Độc tương nghĩa tử báo triều đình.
Theo “Đại Việt sử ký toàn thư”: 
Trong trận thủy chiến quyết liệt giữa quân - dân nhà Trần với đội quân xâm lược Nguyên - Mông trên sông Bạch Đằng năm 1288, Hoàng Tá Thốn đã lập chiến công lẫy lừng bằng việc vừa đánh vừa dụ hàng quân địch, bắt sống Ô Mã Nhi - đại tướng tin cẩn của vua Hốt Tất Liệt. Vì vậy, vua Trần đã phong ông là “Sát Hải Đại vương” và khen ông rằng: Ngươi là vị chỉ huy danh tiếng vượt lên nhiều người/ Quả là bậc trung thần bảo vệ biên cương đất nước/ Trong quân ngươi là viên tướng lẫm liệt/ Bút phê của ta khó nói hết lời khen.
Không những là người có công lớn trong cuộc kháng chiến chống quân xâm lược Nguyên - Mông lần thứ 3, mà từ khi giữ chức Đại tướng chỉ huy thủy binh, ông càng chăm lo xây dựng lực lượng thủy binh bảo vệ vững chắc 12 cửa biển của đất nước. Sau khi mất, Sát Hải Đại vương Hoàng Tá Thốn được xem là vị thần vùng sông biển của Việt Nam, được thờ ở khắp các cửa biển từ miền Bắc vào tận Nam Trung bộ. Tại xứ Nghệ, ngài là một trong 2 vị nhân thần nổi tiếng linh thiêng và được nhân dân lập đền thờ phụng ở nhiều nơi nhất. Sống được vua khen, chết được dân lập đền thờ ở khắp mọi nơi. Một tấm gương đáng kính để hậu thế soi lại mình.

## Tưởng niệm
Tiếc thương vị danh tướng tận trung với nước, vua Trần Hiến Tông đã ban thuyền rồng, cho đội quân danh dự chở linh cữu ông về an táng tại Vạn Phần và cho lập đền thờ. Ông được nhân dân nhiều làng ven biển lập đền thờ như ở Cửa Trào, Cửa Trường, Cửa Vạn, Cửa Trấp, Cửa Thơi, cửa Lò, cửa Hội…
Trần Hiến Tông đã truy tặng bậc Đại liêu thượng đẳng tối linh tôn thần, xếp ngang hàng với bảy vị Thượng đẳng thần được cả nước cúng tế, đồng thời ca ngợi:
Đại danh thùy vũ trụ
Duy tượng túc thanh cao
Tri hoạn thế nhiêu tha
Thăng dáng chung trạch lưu
Hiện nay, tại xã Hưng Lộc, thành phố Vinh (Nghệ An) có một con đường mang tên Hoàng Tá Thốn và ở huyện Yên Thành cũng có ngôi trường mang tên ông. Hàng năm đến ngày 28 tháng 1 đến ngày 2 tháng 2 âm lịch, huyện Yên Thành cùng xã Phúc Thành tổ chức lễ hội Đền Đức Hoàng. Và đến ngày 16 tháng 6 âm lịch hàng năm, hậu duệ  họ Hoàng trong tỉnh hội tụ về làng Vạn Tràng xã Long Thành để dự đại lễ giỗ tổ.
Năm 2013, tại Quyết định 3396 ngày 31/10/2013 của UBND tỉnh Hà Tĩnh, Đền Miếu Trửa thờ Sát Hải Đại vương làm Thành hoàng làng tại thôn Trường Xuân, xã Đỉnh Bàn được xếp hạng Di tích lịch sử văn hóa cấp tỉnh và đưa vào bảo vệ. Cũng trong quyết định này, khu di tích Miếu Vua tại thôn Bình Sơn, xã Đỉnh Bàn thờ phụng Sát Hải Đại vương Hoàng Tá Tốn được xếp hạng Di tích lịch sử văn hóa cấp tỉnh và đưa vào trùng tu bảo vệ.
Ngày 26 tháng 12 năm 2020, Đền thờ Sát Hải Đại vương Hoàng Tá Thốn tại thôn 1 xã Tào Sơn, Anh Sơn, Nghệ An được công nhận Di tích lịch sử văn hóa cấp tỉnh.